# Frances O’Connor
Frances Ann O’Connor (Wantage, Oxfordshire, 1967. június 12. –) ausztrál színésznő.
Leginkább A bájkeverő (2000) című vígjátékból és az A. I. – Mesterséges értelem (2001) című Steven Spielberg-filmből ismert. Játszott színpadon is, Tennessee Williams Macska a forró bádogtetőn című darabjában, Brendan Fraser partnereként.

## Élete és pályafutása
Angliában született, ahol atomfizikus édesapja PhD-tanulmányait folytatta. Kétéves volt, amikor szüleivel visszaköltözött Ausztráliába, később itt végzett egyetemet. Iskolái befejezése után egy évig Japánban angolt tanított. Négy testvére van.

## Magánélete
Gerald Lepkowski színésszel él együtt, fiuk 2005-ben jött világra.

## Filmográfia

### Film
| Év   | Magyar cím                             | Eredeti cím                              | Szerep                            | Magyar hang        |
| ---- | -------------------------------------- | ---------------------------------------- | --------------------------------- | ------------------ |
| 1995 |                                        | Bathing Boxes (rövidfilm)                | nő                                |                    |
| 1996 | Szerelem és más bajok                  | Love and Other Catastrophes              | Mia                               | Tóth Auguszta      |
| 1997 | Csók vagy halál                        | Kiss or Kill                             | Nikki Davies                      |                    |
| 1997 | Hál’ Isten jött Lizzie                 | Thank God He Met Lizzie                  | Jenny Follett                     |                    |
| 1998 | Egy csipet lélek                       | A Little Bit of Soul                     | Kate Haslett                      | Kisfalvi Krisztina |
| 1999 |                                        | A Margherita with Hot Salami (rövidfilm) | Diana                             |                    |
| 1999 | Mansfield Park                         | Mansfield Park                           | Fanny Price                       | Huszárik Kata      |
| 2000 | Hódító Adam                            | About Adam                               | Laura Owens                       | Bánfalvi Eszter    |
| 2000 | A bájkeverő                            | Bedazzled                                | Alison Gardner / Nicole Delarusso | Roatis Andrea      |
| 2001 | A. I. – Mesterséges értelem            | A.I. Artificial Intelligence             | Monica Swinton                    | Létay Dóra         |
| 2001 | A. I. – Mesterséges értelem            | A.I. Artificial Intelligence             | Monica Swinton                    | Kisfalvi Krisztina |
| 2002 | Bunbury, avagy jó, ha szilárd az ember | The Importance of Being Earnest          | Gwendolen Fairfax                 | Kéri Kitty         |
| 2002 | A fegyverek szava                      | Windtalkers                              | Rita Swelton                      | Roatis Andrea      |
| 2003 | Idővonal                               | Timeline                                 | Kate Ericson                      | Szénási Kata       |
| 2004 |                                        | Book of Love                             | Elaine Walker                     |                    |
| 2005 |                                        | Three Dollars                            | Tanya Harnovey                    |                    |
| 2005 |                                        | The Lazarus Child                        | Alison Heywood                    |                    |
| 2005 | Piccadilly Jim                         | Piccadilly Jim                           | Ann Chester                       | Pikali Gerda       |
| 2009 | Elveszett bárányok                     | Blessed                                  | Rhonda                            |                    |
| 2011 | A vadász                               | The Hunter                               | Lucy Armstrong                    | Urbán Andrea       |
| 2012 | Jayne Mansfield kocsija                | Jayne Mansfield's Car                    | Camilla Bedford                   | Kisfalvi Krisztina |
| 2012 | A vőfélynek annyi                      | Best Man Down                            | Jaime Anderson                    | Kisfalvi Krisztina |
| 2012 |                                        | Little Red Wagon                         | Margaret Craig                    |                    |
| 2013 | Emanuel másik élete                    | The Truth About Emanuel                  | Janice                            | Spilák Klára       |
| 2014 | Mercy                                  | Mercy                                    | Rebecca McCoy                     | Kisfalvi Krisztina |
| 2016 | Démonok között 2.                      | The Conjuring 2                          | Peggy Hodgson                     | Kisfalvi Krisztina |
| 2020 | A gokartkirály                         | Go!                                      | Christie Hooper                   | Kisfalvi Krisztina |
| 2022 |                                        | Emily                                    | rendező és író                    |                    |

### Televízió
| Év        | Magyar cím                 | Eredeti cím                    | Szerep                         | Megjegyzések                                             |
| --------- | -------------------------- | ------------------------------ | ------------------------------ | -------------------------------------------------------- |
| 1993      |                            | Law of the Land]               | Marissa Green                  | 13 epizód                                                |
| 1994      |                            | The Damnation of Harvey McHugh | Georgina                       | minisorozat (1 epizód)                                   |
| 1995      | A fagyos folyó lovasa      | The Man from Snowy River       | Rachel McAlister               | 2 epizód                                                 |
| 1995      | Doktor Halifax             | Halifax f.p.                   | Frances                        | 1 epizód                                                 |
| 1996      | Kisvárosi zsaruk           | Blue Heelers                   | Gabe Greenway                  | 3 epizód                                                 |
| 1996      |                            | G.P.                           | Karen Papadopoulos             | 1 epizód                                                 |
| 1996      |                            | Shark Bay                      | Dr. Jane                       | televíziós sorozat                                       |
| 1997      |                            | Frontline                      | Kristy                         | 1 epizód                                                 |
| 2000      | Bovaryné                   | Madame Bovary                  | Emma Bovary                    | - tévéfilm - magyar hangja: - Németh Borbála             |
| 2004      | Vasakaratú angyalok        | Iron Jawed Angels              | Lucy Burns                     | - tévéfilm - magyar hangja: - Solecki Janka              |
| 2008      | Divatdiktátorok            | Cashmere Mafia                 | Zoe Burden                     | 7 epizód                                                 |
| 2009      |                            | Nova                           | Emma Darwin                    | dokumentumsorozat (1 epizód)                             |
| 2011      | A jég fogságában           | Ice                            | Sarah Fitch                    | - minisorozat (2 epizód) - magyar hangja: - Madarász Éva |
| 2013      |                            | Vegas                          | Barbara Kent                   | 1 epizód                                                 |
| 2013–2014 | Mr. Selfridge              | Mr Selfridge                   | Rose Selfridge                 | - 20 epizód - magyar hangja: - Roatis Andrea             |
| 2014      |                            | Loose Women                    | önmaga                         | 1 epizód                                                 |
| 2014      | Elveszettek                | The Missing                    | Emily Hughes                   | 8 epizód                                                 |
| 2014      | Egyszer volt, hol nem volt | Once Upon a Time               | Colette                        | 1 epizód                                                 |
| 2016      |                            | Cleverman                      | Regular role: Charlotte Cleary | 12 epizód                                                |
| 2018      |                            | Troy: Fall of a City           | Hecuba                         | 7 epizód                                                 |
| 2020      |                            | The End                        | Dr. Kate Brennan               | 10 epizód                                                |
| 2023      |                            | Erotic Stories                 | Annabel                        | 1 epizód                                                 |
| 2024      |                            | The Twelve                     | Meredith Nelson-Moore QC       | minisorozat (8 epizód)                                   |